# Betoncourt-sur-Mance
Betoncourt-sur-Mance település Franciaországban, Haute-Saône megyében. Lakosainak száma 25 fő (2022. január 1.). Betoncourt-sur-Mance Voisey, Pisseloup, Vernois-sur-Mance és Vitrey-sur-Mance községekkel határos.

## Népesség
A település népességének változása:
| Lakosok száma | 40   | 33   | 32   | 29   | 29   | 28   | 27   | 26   | 25   |
|               | 2013 | 2015 | 2016 | 2017 | 2018 | 2019 | 2020 | 2021 | 2022 |